# Strażnica KOP „Studzianka”
Strażnica KOP „Studzianka” – zasadnicza jednostka organizacyjna Korpusu Ochrony Pogranicza pełniąca służbę ochronną na granicy polsko-litewskiej.

## Formowanie i zmiany organizacyjne
W lutym 1926, w składzie 6 Brygady Ochrony Pogranicza, został sformowany 24 batalion graniczny. W 1928 w skład batalionu wchodziło 12 strażnic. Strażnica KOP „Studzianka” w 1928 i w latach 1932–1939 funkcjonowała w strukturze 3 kompanii KOP „Kalety”. Strażnica liczyła około 18 żołnierzy i rozmieszczona była przy linii granicznej z zadaniem bezpośredniej ochrony granicy państwowej.
W 1932 obsada strażnicy zakwaterowana była w budynku prywatnym. Strażnicę z macierzystą kompanią łączyła droga leśna długości 2,5 km.

## Służba graniczna
Podstawową jednostką taktyczną Korpusu Ochrony Pogranicza przeznaczoną do pełnienia służby ochronnej był batalion graniczny. Odcinek batalionu dzielił się na pododcinki kompanii, a te z kolei na pododcinki strażnic, które były „zasadniczymi jednostkami pełniącymi służbę ochronną”, w sile półplutonu. Służba ochronna pełniona była systemem zmiennym, polegającym na stałym patrolowaniu strefy nadgranicznej, wystawianiu posterunków alarmowych, obserwacyjnych i kontrolnych stałych, patrolowaniu i organizowaniu zasadzek w miejscach rozpoznanych jako niebezpieczne, kontrolowaniu dokumentów i zatrzymywaniu osób podejrzanych, a także utrzymywaniu ścisłej łączności między oddziałami i władzami administracyjnymi.
Strażnica KOP „Studzianka” w 1932 i 1938 ochraniała pododcinek granicy państwowej szerokości 8 kilometrów 500 metrów od słupa granicznego nr 240 do 256.
Sąsiednie strażnice:
- strażnica KOP „Kodź” ⇔ strażnica KOP „Cotta” – 1928[2]
- strażnica KOP „Jelinki” ⇔ strażnica KOP „Cotta” – 1932[3], 1934[4], 1938[5]

## Dowódcy strażnicy
- st. sierż. Michał Bankiewicz (był w 1933)[9]